# 1517

## Události
- 24. října – Byla uzavřena tzv. Svatováclavská smlouva upravující vztahy mezi šlechtou a královskými městy.
- 31. října uveřejňuje Martin Luther svých 95 tezí.
- osmanský sultán Selim I. dobyl Egypt a získal titul chalífy.
- Židé vypovězeni z královského města Chomutov
- první tištěná mapa Čech – Klaudiánova mapa
- Portugalci přivážejí do Evropy ze svých východoasijských osad prvé balíčky dobrého čaje.

### Probíhající události
- 1512–1517 – Pátý lateránský koncil

## Narození
- 13. ledna – Bohuslav Felix Hasištejnský z Lobkovic, český šlechtic († 27. srpna 1583)
- 22. března – Gioseffo Zarlino, italský muzikolog a hudební skladatel († 14. února 1590)
- 20. srpna – Antoine Perrenot de Granvelle, kardinál, vlivný evropský politik († 21. září 1586)
- 23. srpna – František I. Lotrinský, lotrinský vévoda († 12. června 1545)
- 16. července – Frances Brandonová, anglická šlechtična, dcera Marie Tudorovny († 20. listopadu 1559)
- ? – Pierre Belon, francouzský přírodovědec († 1564)
- ? – Henry Howard, anglický básník († 19. ledna 1547)
- ? – Che Sin-jin, čínský filozof († 1579)

## Úmrtí
- 5. ledna – Francesco Raibolini, italský renesanční malíř (*1447)
- 7. ledna – Johana Aragonská, neapolská královna (* 16. června 1455)
- 28. ledna – Jan Hasištejnský z Lobkovic, český šlechtic (* 1450)
- 12. února – Kateřina Navarrská, královna Navarry (* 1470)
- 16. února – Alžběta Jagellonská, polská princezna a lehnická kněžna z rodu Jagellonců (* 13. listopadu 1483)
- 7. března – Marie Aragonská, portugalská královna jako manželka Manuela I. (* 29. června 1482)
- 26. března – Heinrich Isaac, renesanční hudební skladatel nizozemského původu (* kolem 1450–55)
- 21. července – Hersekzade Ahmed Paša, syn vévody Svaté Sávy a osmanský velkovezír (* 1459)
- 31. října – Fra Bartolomeo, italský malíř (* 28. března 1472)
- 8. listopadu – Francisco Jiménez de Cisneros, španělský kardinál a státník (* 1436)
- ? – Francisco Hernández de Córdoba, španělský mořeplavec (* ?)
- ? – Luca Pacioli, italský františkánský mnich (*1445)
- ? – Sü Aj, čínský úředník a filozof (* 1487)

## Hlavy států
- České království – Ludvík Jagellonský
- Svatá říše římská – Maxmilián I.
- Papež – Lev X.
- Anglické království – Jindřich VIII. Tudor
- Francouzské království – František I.
- Polské království – Zikmund I. Starý
- Uherské království – Ludvík Jagellonský
- Španělsko – Jana I. Kastilská
- Osmanská říše – Selim I.
- Perská říše – Ismá‘íl I.
- Říše Ming – Čeng-te